# Versailles (Missouri)
Versailles és una població dels Estats Units a l'estat de Missouri. Segons el cens del 2000 tenia 2.565 habitants.

## Demografia
Segons el cens del 2000, Versailles tenia 2.565 habitants, 1.077 habitatges, i 636 famílies. La densitat de població era de 430,6 habitants per km².
Dels 1.077 habitatges en un 29,6% hi vivien nens de menys de 18 anys, en un 44,3% hi vivien parelles casades, en un 12,3% dones solteres, i en un 40,9% no eren unitats familiars. En el 36,7% dels habitatges hi vivien persones soles el 20,7% de les quals corresponia a persones de 65 anys o més que vivien soles. El nombre mitjà de persones vivint en cada habitatge era de 2,25 i el nombre mitjà de persones que vivien en cada família era de 2,95.
Per edats la població es repartia de la següent manera: un 24,7% tenia menys de 18 anys, un 8,4% entre 18 i 24, un 23,4% entre 25 i 44, un 18,2% de 45 a 60 i un 25,3% 65 anys o més.
L'edat mediana era de 40 anys. Per cada 100 dones de 18 o més anys hi havia 70,9 homes.
La renda mediana per habitatge era de 23.672 $ i la renda mediana per família de 31.088 $. Els homes tenien una renda mediana de 24.054 $ mentre que les dones 18.229 $. La renda per capita de la població era de 14.200 $. Entorn de l'11,4% de les famílies i el 16,5% de la població estaven per davall del llindar de pobresa.

## Poblacions més properes
El següent diagrama mostra les poblacions més properes.